# 273. Infanterie-Division (Wehrmacht)
La 273. Infanterie-Division fu una divisione dell'esercito tedesco attiva durante la seconda guerra mondiale che venne ordinata nel maggio 1940, ma fu annullata a luglio a causa della fine della Campagna di Francia.

## Storia
La formazione fu ordinata il 22 maggio 1940, poiché si temeva che la campagna in occidente fosse più lunga, tuttavia al termine della campagna di Francia il dispiegamento fu annullato il 22 luglio.

## Ordine di battaglia
- Infanterie-Regiment 544
- Infanterie-Regiment 545
- Infanterie-Regiment 546
- Artillerie-Abteilung 273
- Panzerjäger-Kompanie 273
- Pionier-Kompanie 273
- Nachrichten-Kompanie 273[1]